# Nesticus hoffmanni
Nesticus hoffmanni är en spindelart som beskrevs av Willis J. Gertsch 1971. Nesticus hoffmanni ingår i släktet Nesticus och familjen grottspindlar. Inga underarter finns listade i Catalogue of Life.